# 제2빈악파

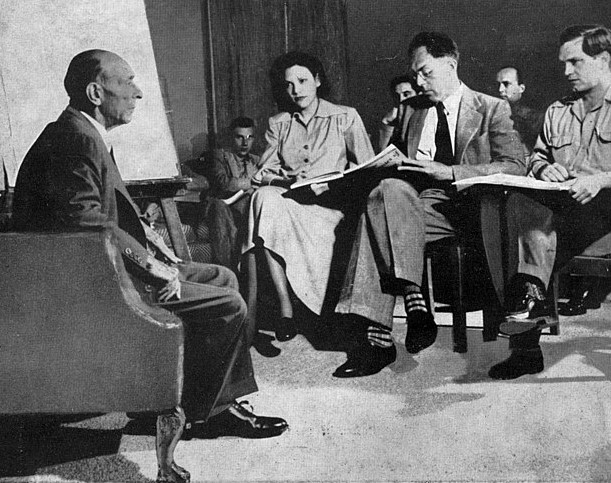
아르놀트 쇤베르크와 제자들의 1948년 모습.

제2빈악파(독일어: Zweite Wiener Schule, Neue Wiener Schule)는 아르놀트 쇤베르크와 그의 제자들, 특히 알반 베르크와 안톤 베베른, 그리고 20세기 초 빈의 가까운 동료로 구성된 작곡가 그룹이다. 이들이 활동 근거지가 빈이었기 때문에 제1빈악파와 구분하여 제2빈악파라는 이름이 붙여졌다. 그들의 음악은 초기에 후기 낭만주의풍에서 보다 확장된 음조를 지향하였으며, 마침내 무조음악이라고도 하는 12음주의 음악을 통한 반음계적 표현주의를 주창했다. 이처럼 공동의 발전이 이루어지긴 했지만 쇤베르크의 직접적인 가르침이나 서로의 협력의 결과로 보지는 않는다. 그보다는 쇤베르크의 창의적인 모범의 영향에서 발생한 것으로 본다.
쇤베르크 외에 그의 첫 제자들인 알반 베르크와 안톤 베베른이 대표적이다. 둘 다 이미 후기 낭만주의 안에서 풍부하고 재능 있는 곡들을 선보였지만, 쇤베르크의 가르침에서 새로운 방향과 규율을 얻었다고 느꼈고 그를 따랐다. 이외에도 에른스트 크레네크, 한스 아이슬러를 제2빈악파에 포함시키기도 한다. 쇤베르크의 처남 알렉산더 폰 쳄린스키도 종종 여기에 넣는 저술가들도 있으나 쳄린스키는 쇤베르크의 가르침을 받지도, 조성음악을 버리지도 않았다.

## 같이 보기
- 제1빈악파